# Purísima
Purísima là một khu tự quản thuộc tỉnh Córdoba, Colombia. Thủ phủ của khu tự quản Purísima đóng tại Purísima Khu tự quản Purísima có diện tích 122 ki lô mét vuông. Đến thời điểm ngày 28 tháng 5 năm 2005, khu tự quản Purísima có dân số 12630 người.